# Arbore
Arbore falu és község Romániában, Bukovinában, Suceava megyében.

## Fekvése
Szolkától a  DL 13-as úton északkelet felé fekvő település.

## Története
A település nevét Luca Arboreról kapta aki Stefan cel Mare korában,  a 15. század végétől Suceava főkapitánya volt.
1523-ban árulás vádjával két fiával együtt kivégezték.
Luca Arbore 1502-ben megvásárolta a falut és a régi feljegyzések szerint ott kőből és téglából udvarházat építtetett. Az udvarház mára már nincs meg, de a falu temploma fennmaradt, a 16. század elején ezt is ő építtette.

## A falu temploma
A templom 1503-ban épült. Tetőzete a 17. és 18. században tönkrement, ezáltal a belső falak freskói az időjárás viszontagságainak nem tudtak ellenállni.
Az épület külső falainak freskói főként a déli és nyugati oldalon viszonylag jó állapotban maradtak meg. A festmények bibliai jeleneteket valamint Konstantinápoly ostromát ábrázolják, kitűnő kapcsolatot teremtve emberi alakjai és a háttérként ábrázolt általában sziklás táj között.
A festmények uralkodó sötétzöld színe kellemes összhangban áll a sötétvörössel és sötétkékkel.
A nyugati falon található óriási freskó a szentek életének különféle jeleneteit ábrázoló kisebb képekből áll, míg felső része a világ teremtését ábrázolja.
A freskót a művészi színharmónia és az alakok megjelenítésének szellemessége egyedülálló alkotássá teszi. A szakértők a freskót Észak-Moldva legsikerültebb művének tartják a Stefan cel Mare vagy Petru Rares idejében keletkező freskók közül.
Az arborei templomban van eltemetve Luca Arbore, kinek síremléke tehetséges mester műve. 
A síremlék kőfülkéjében található a valószínűleg a templom építésével egy időben készült, és épségben megmaradt Luca Arborét és családját ábrázoló festmény is.

## Nevezetességek
- Keresztelő Szent János templom - Luca Arbore építtette 1503-ban és a fennmaradt hagyományok szerint építéséhez a mestereit Stefan cel Mare küldte el. A moldvai stílusú templom két térrészből áll.

## Galéria

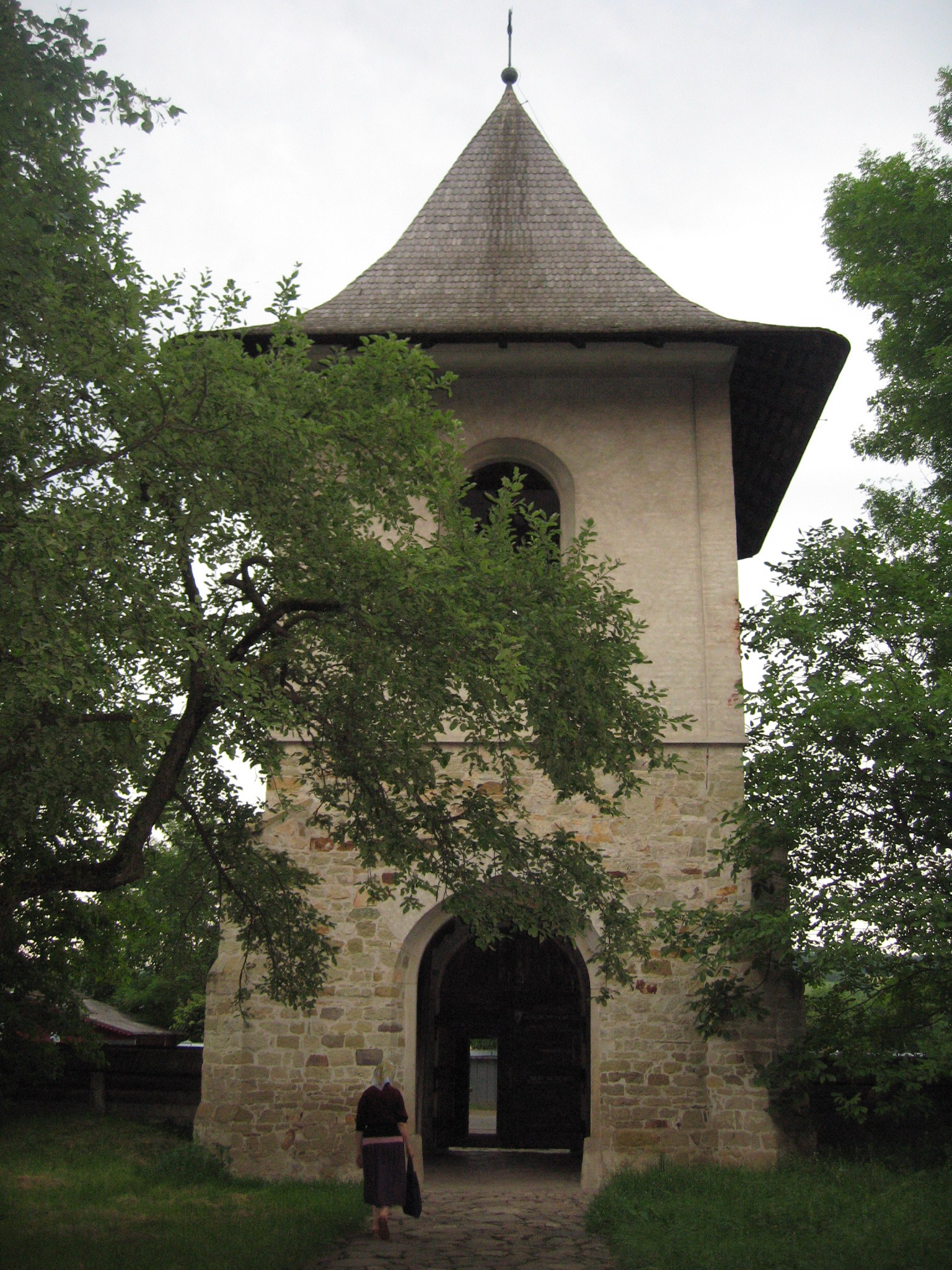
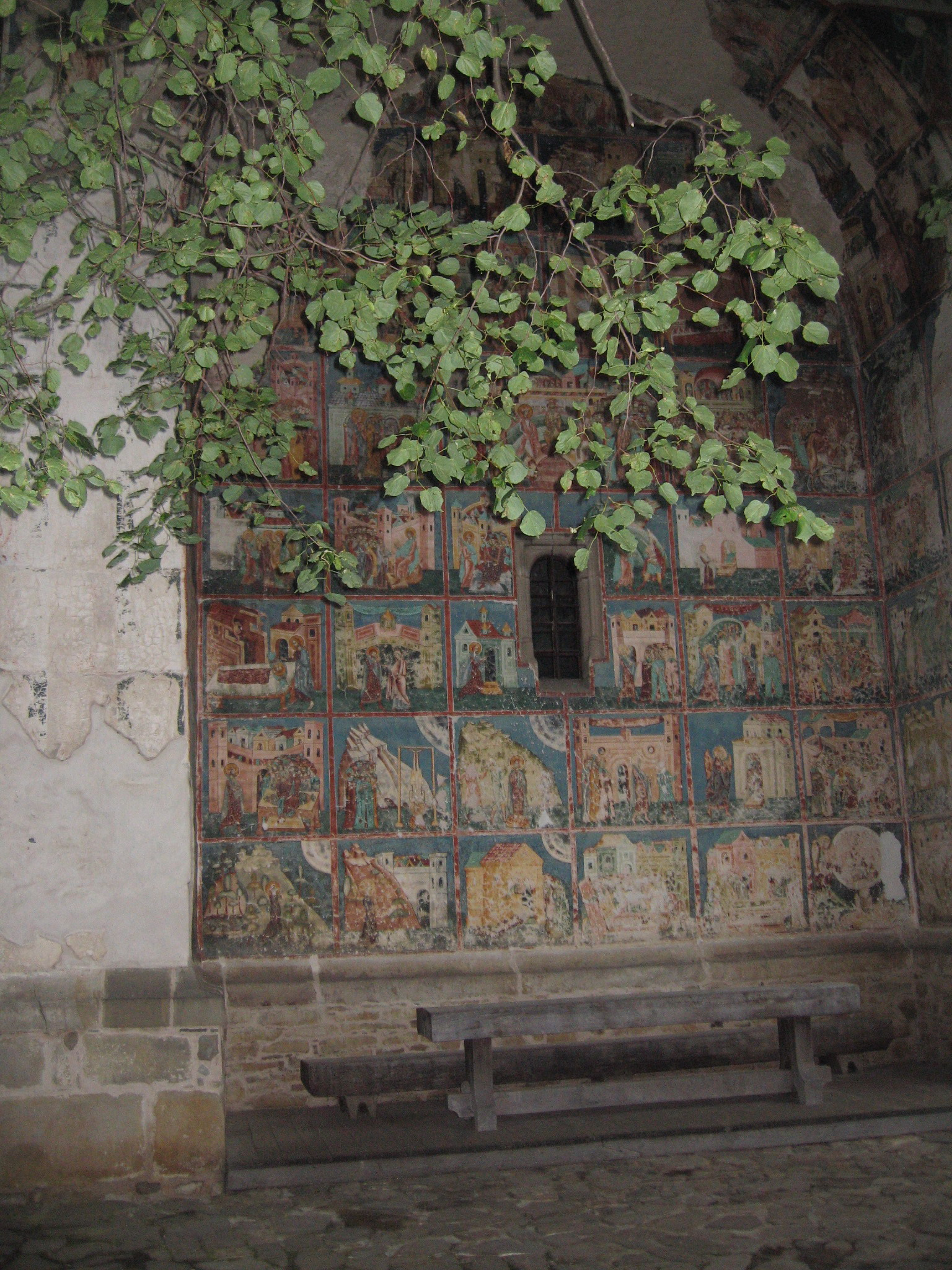